# 8814 Rosseven
A 8814 Rosseven (ideiglenes jelöléssel 1983 XG) a Naprendszer kisbolygóövében található aszteroida. Edward L. G. Bowell fedezte fel 1983. december 1-én.